# Ahmad al-Buni

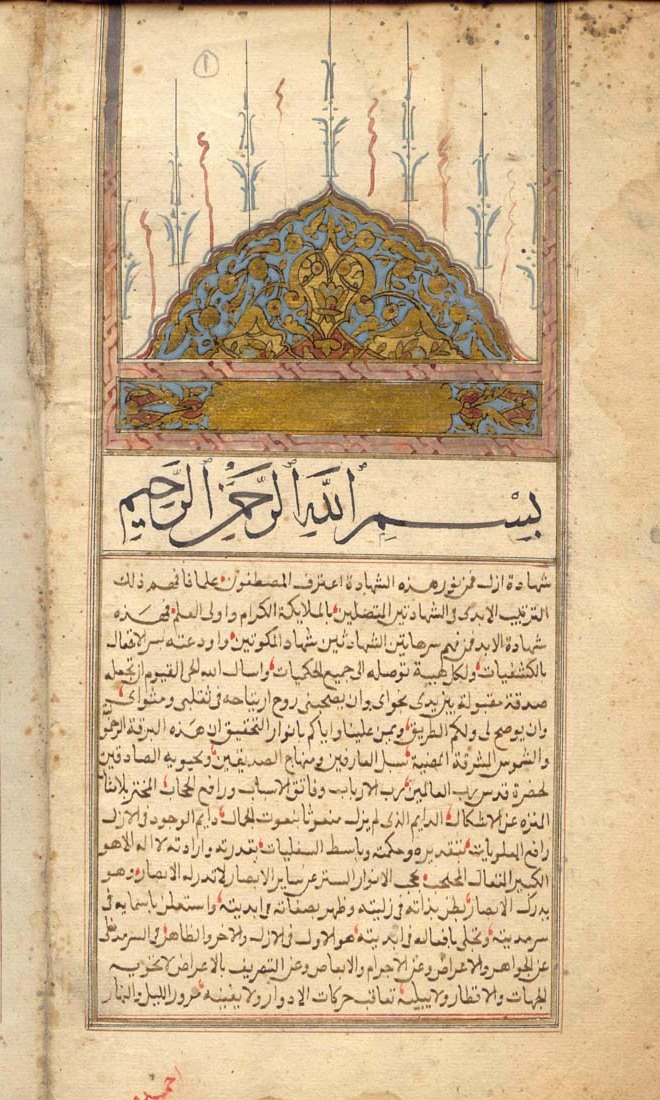
Shams al-Ma'arif al-Kubra, copia manuscrita, principios del siglo XVII

Sharaf al-Din o Shihab al-Din o Muḥyi al-Din Abu al-Abbas Aḥmad ibn Ali ibn Yusuf al-Qurashi al-Sufi, más conocido como Ahmad al-Buni (en árabe: أحمد البوني‎), fue un matemático y filósofo nacido en Buna, en la actual Annaba, Argelia. Ahmad al-Buni murió en 1225, fue un conocido sufí y escritor sobre el valor esotérico de las letras y temas relacionados con las matemáticas, el sihr (hechicería) y la espiritualidad, pero muy poco se sabe de él. Al-Buni vivió en Egipto y aprendió de muchos eminentes maestros sufíes de su tiempo.
Contemporáneo de Ibn Arabi, mayormente conocido por escribir uno de los libros más importantes de su época; el Shams al-Ma'arif, un libro que todavía se considera el texto oculto más importante sobre talismanes y adivinación.

## Contribuciones

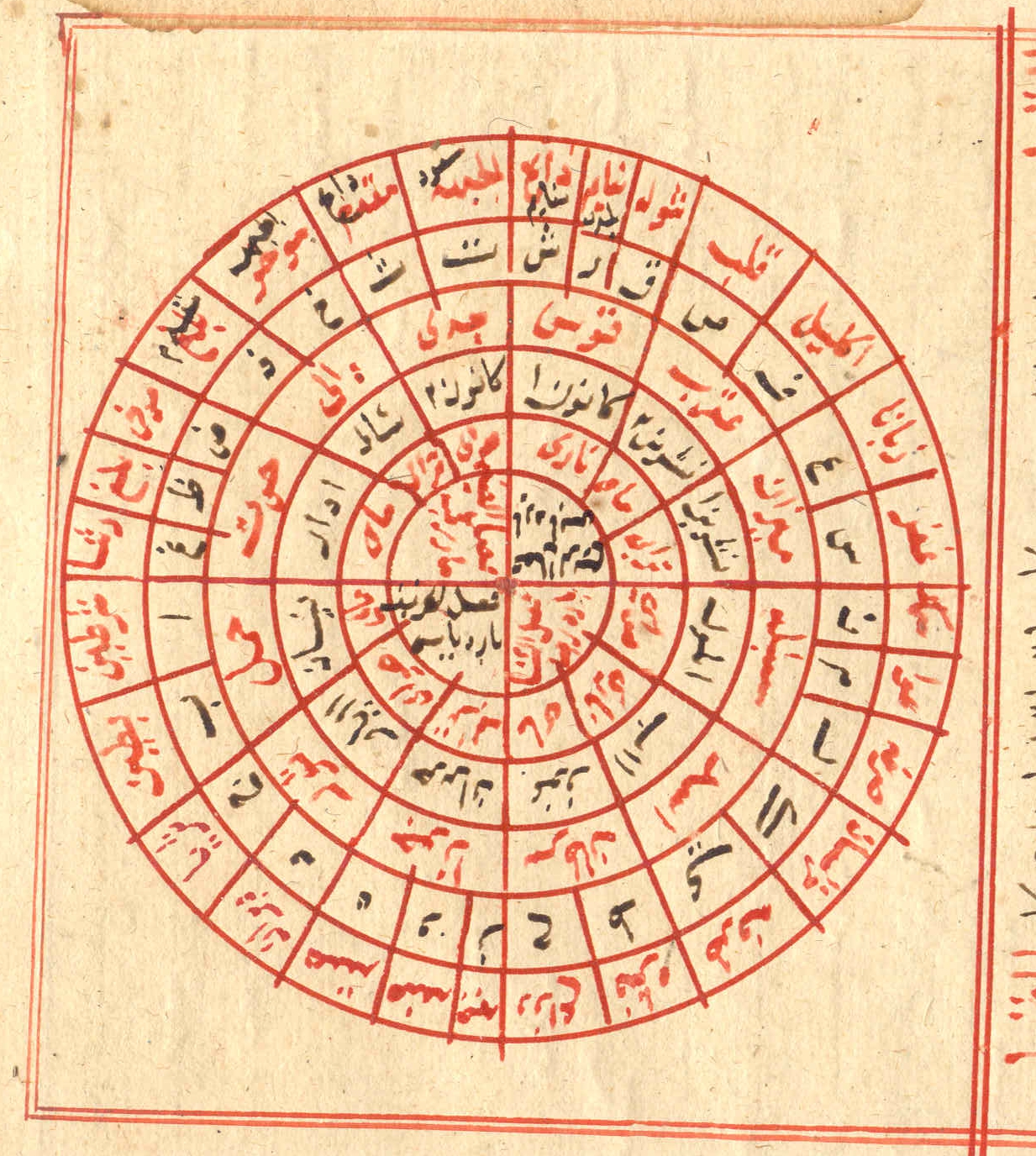
Tabla de asociaciones entre letras, las mansiones de la luna, las constelaciones del zodíaco estándar y las estaciones de Al-Buni

### Teúrgia
En lugar de sihr (Hechicería), este tipo de magia se llamaba Ilm al-Hikmah (Conocimiento de la Sabiduría), Ilm al-simiyah (Estudio de los Nombres Divinos) y Ruhaniyat (Espiritualidad). La mayoría de los llamados mujarrabât ("métodos probados en el tiempo") sobre hechicería en el mundo musulmán son extractos simplificados del Shams al-ma`ârif . El libro sigue siendo el trabajo seminal sobre Teúrgia y artes esotéricas hasta el día de hoy.

### Matemáticas y ciencia
En c. 1200, Ahmad al-Buni mostró cómo construir cuadrados mágicos utilizando una simple técnica de borde, pero es posible que él mismo no descubriera el método. Al-Buni escribió sobre cuadrados latinos y construyó, por ejemplo, cuadrados latinos de 4 x 4 usando letras de uno de los 99 nombres de Alá . Sus trabajos sobre la curación tradicional siguen siendo un punto de referencia entre los curanderos musulmanes yoruba en Nigeria y otras áreas del mundo musulmán.

## Influencia
Se dice que su obra ha influido en los hurufis y en la Letrismo.
Denis MacEoin en un artículo de 1985 en Studia Iranica dijo que Al-Buni también pudo haber influido indirectamente en el último movimiento chiita del babismo. MacEoin dijo que Babis hizo un uso generalizado de talismanes y letras mágicas.

## Escritos

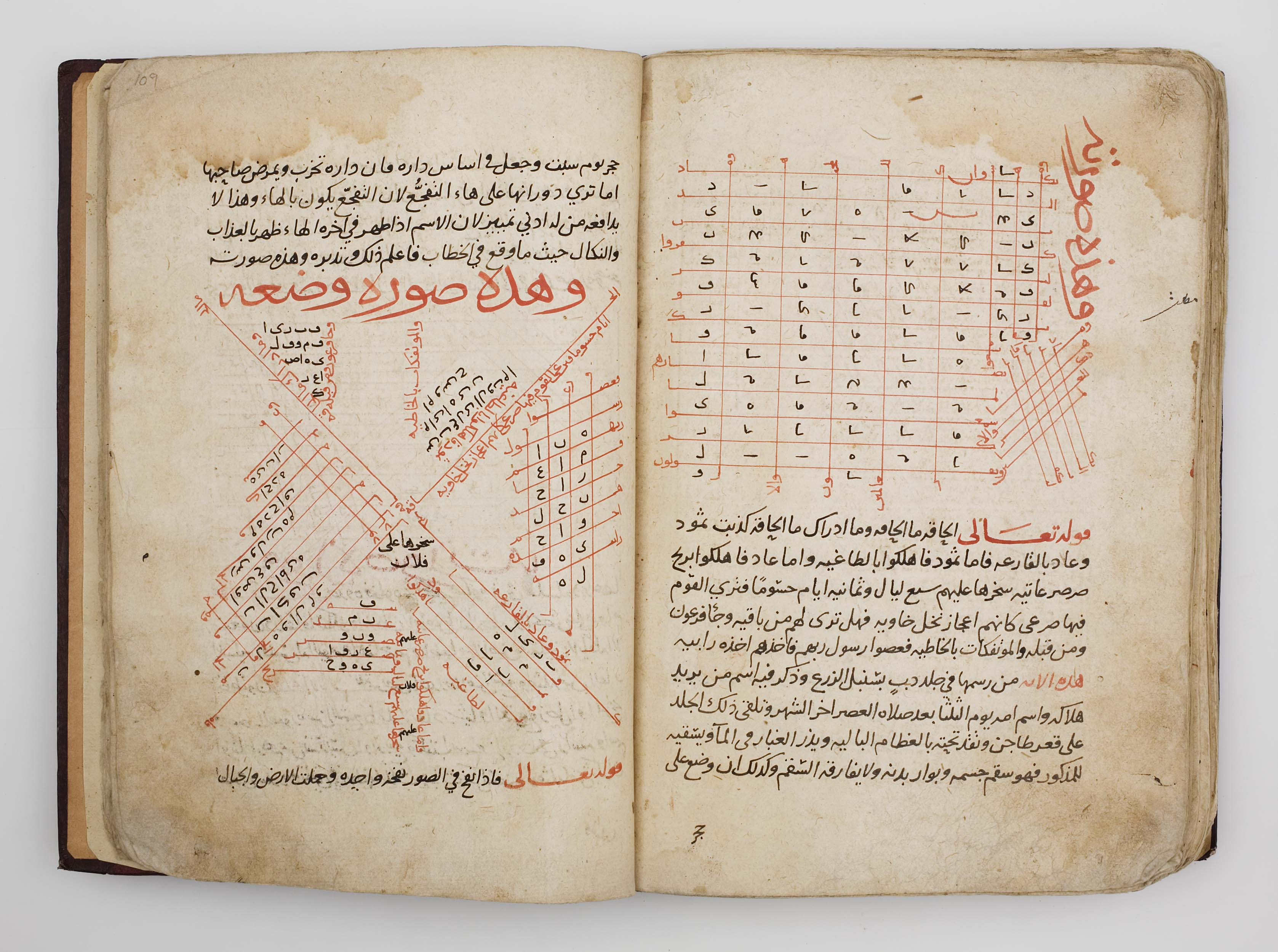
Páginas del Tratado de Al-Buni sobre los usos mágicos de los noventa y nueve nombres de Dios

- Shams al-Maʿārif al-Kubrā [9] ( El Gran Sol de la Gnosis ), El Cairo, 1928.
- Sharḥ Ism Allāh al-aʿẓam fī al-rūḥānī, impreso en 1357 AH o en Egipto al-Maṭbaʿa al-Maḥmudiyya al-Tujjariyya bi'l-Azhar.
- Kabs al-iktidā, Manuscritos orientales en la Biblioteca de la Universidad de Durham.
- Berhatiah, Magia Antigua Conjuración de Poder.
- Tratado sobre los usos mágicos de los noventa y nueve nombres de Dios en la colección Khalili de arte islámico.[10]